# 페리 길핀
페리 길핀(Peri Gilpin, 1961년 5월 27일 ~ )은 미국의 배우이다.

## 출연 작품
- 파이널 판타지